# Josef Sieber
Pour les articles homonymes, voir Sieber.
Josef Sieber (né le 28 avril 1900 à Witten, mort le 3 décembre 1962 à Hambourg) est un acteur allemand.

## Biographie
Il est le fils de Ludwig Sieber, chef de chantier, et son épouse Anna Maria Rath. IL fait un apprentissage de serrurier puis est pendant sept ans dans la marine marchande. En 1924, il devient acteur, d'abord au théâtre de Hagen, en 1926 au Mainfranken Theater Würzburg et en 1927 au théâtre d'Aix-la-Chapelle. Il fait partie de l'ensemble du théâtre de Darmstadt de 1931 à 1933 et du 1933 à 1945 du Volksbühne Berlin. Sieber reçoit le titre de Staatsschauspieler en 1938. Après la Seconde Guerre mondiale, il joue sur diverses scènes à Berlin et travaille de 1949 à 1954 au Hamburger Kammerspiele.
À partir de 1934, il apparut dans plus de 60 longs métrages allemands. Il chante parfois, le plus numéro le plus connu est probablement la chanson Das kann doch einen Seemann nicht erschüttern avec Hans Brausewetter et Heinz Rühmann. L'acteur un peu trapu, qui apparaît généralement dans des figurations, peut poursuivre avec succès sa carrière après la guerre. Dans le rôle de personnages terre-à-terre, il est présent dans les Heimatfilme des années 1950. Sieber participe également à des productions télévisées à partir de 1952. À l'époque, il est l'un des rares acteurs ouest-allemands dans des productions de la DEFA.
Josef Sieber épouse Johanna Hildebrandt en 1935. Il meurt d'une crise cardiaque.

## Filmographie
- 1934 : Pappi
- 1935 : Punks kommt aus Amerika
- 1935 : Zigeunerbaron
- 1935 : Jeanne d'Arc (Das Mädchen Johanna)
- 1936 : Die letzten Vier von Santa Cruz
- 1936 : Du bist mein Glück
- 1936 : Hummel-Hummel
- 1937 : Menschen ohne Vaterland
- 1937 : Das Geheimnis um Betty Bonn
- 1938 : Kameraden auf See
- 1938 : Mordsache Holm
- 1938 : Sans laisser de traces
- 1938 : Nordlicht
- 1938 : Das Verlegenheitskind
- 1939 : Der letzte Appell de Max W. Kimmich
- 1939 : Drame à Canitoga (de)
- 1939 : Hochzeit mit Hindernissen
- 1939 : Mann für Mann (de)
- 1939 : Le Paradis des célibataires (de)
- 1939 : La Lutte héroïque
- 1940 : Les trois Codonas
- 1940 : Erreur douloureuse (de)
- 1940 : Marie Stuart
- 1940 : Cora Terry
- 1940 : L'Épreuve du temps
- 1941 : Männerwirtschaft
- 1941 : Sous-marin, en avant ! (de)
- 1941 : Menschen im Sturm
- 1942 : Das große Spiel (de)
- 1942 : Diesel
- 1943 : Liebe, Leidenschaft und Leid
- 1943 : Die Jungfern vom Bischofsberg
- 1943 : Paracelse
- 1943 : Tornelli
- 1943 : Um 9 kommt Harald
- 1943 : Die goldene Spinne
- 1944 : Das war mein Leben
- 1944 : Jan und die Schwindlerin
- 1944 : Les Aiglons (Junge Adler)
- 1944 : Schicksal am Strom
- 1945 : Der stumme Gast
- 1948 : Morituri
- 1948 : Und wieder 48
- 1948 : Vor uns liegt das Leben
- 1949 : Die letzte Nacht
- 1949 : Artistenblut
- 1949 : Hafenmelodie (de)
- 1949 : Quelle boniche ! (de)
- 1949 : Das Geheimnis des hohen Falken
- 1949 : Ombres du passé
- 1950 : Fünf unter Verdacht
- 1950 : Furioso
- 1950 : Glück aus Ohio
- 1951 : Hilfe, ich bin unsichtbar
- 1951 : L'Aiguille rouge
- 1951 : Kommen Sie am Ersten
- 1951 : Ma verte bruyère (Grün ist die Heide)
- 1952 : Klettermaxe
- 1952 : Tausend rote Rosen blühn
- 1952 : Bis wir uns wiederseh'n
- 1952 : Lockende Sterne
- 1952 : Stille Nacht, Heilige Nacht (TV)
- 1953 : Ne craignez pas les grosses bêtes
- 1953 : Das Nachtgespenst
- 1953 : Ave Maria
- 1954 : Meines Vaters Pferde I. Teil Lena und Nicoline
- 1954 : Meines Vaters Pferde II. Teil Seine dritte Frau
- 1954 : Sanatorium total verrückt
- 1954 : Morgengrauen
- 1954 : L'Instituteur de campagne (Heideschulmeister Uwe Karsten)
- 1954 : Ein Mädchen aus Paris
- 1955 : Heldentum nach Ladenschluß
- 1955 : Jeunes amours (de)
- 1955 : Suchkind 312
- 1955 : Urlaub auf Ehrenwort
- 1956 : Hochzeit auf Immenhof
- 1956 : Tinko (de)
- 1957 : Ferien auf Immenhof
- 1958 : Ein gewisser Judas (TV)
- 1958 : Der Schäfer vom Trutzberg
- 1958 : Stahlnetz – Sechs unter Verdacht (de) (série télévisée)
- 1959 : Et tout le reste n'est que silence
- 1959 : Napoleon in New Orleans (TV)
- 1960 : Der Untergang der Freiheit (TV)
- 1960 : Wenn die Heide blüht
- 1960 : Die Friedhöfe (TV)
- 1960 : Die Dame ist nicht fürs Feuer (TV)
- 1960 : Stahlnetz – Die Zeugin im grünen Rock (de) (série télévisée)
- 1960 : Adieu, Prinzessin (TV)
- 1961 : Ein wahrer Held (TV)
- 1961 : Drei Mann in einem Boot (de)
- 1962 : Die Revolution entläßt ihre Kinder (TV)
- 1962 : Heiraten ist immer ein Risiko (TV)